# Тристана
«Тристана» — экранизация одноимённого романа Переса Гальдоса (1892), выполненная в 1970 году Луисом Бунюэлем. Действие происходит в конце XIX века в городе Толедо. Главные роли исполнили Катрин Денёв и Фернандо Рей.

## Сюжет
Тристана — девушка-сирота, которая поселяется в толедском доме своего опекуна — дона Лопе, стареющего ловеласа и либертина. Постепенно она становится для него не только дочерью, но и любовницей, а в конце концов и женой. Когда Тристане наскучил разорившийся старик, она увлекается молодым художником Орасио. После неудачного для дона Лопе выяснения отношений с Орасио последний покидает город в сопровождении Тристаны.
Вторая часть фильма далеко отступает от сюжетной канвы романа. Через несколько лет тяжело больная Тристана возвращается в город. У неё отнимают ногу, и она оказывается пленницей в доме безумно влюблённого в неё дона Лопе. Когда тот получает большое наследство, Тристана соглашается узаконить их отношения, после чего хладнокровно лишает старика жизни (отказавшись вызвать доктора и открыв окно в роковой для мужа час).
За время фильма Тристана и дон Лопе словно меняются местами: старик-развратитель превращается в воплощение трогательного простосердечия, а за внешностью невинного ангела открывается циничный монстр.

## В ролях
- Фернандо Рей — дон Лопе
- Катрин Денёв — Тристана
- Франко Неро — Орасио
- Лола Гаос — Сатурна
- Антонио Касас — дон Косме
- Хесус Фернандес — Сатурно

## Съёмочная группа
- Режиссёр: Луис Бунюэль
- Продюсер: Луис Бунюэль, Робер Дорфман
- Сценарист: Хулио Алехандро, Луис Бунюэль
- Композитор: Фредерик Шопен
- Оператор: Хосе Фернандес Агуайо

## Значение
Поначалу фильм своей академичностью вызвал «растерянное недоумение критиков», ожидавших от Бунюэля очередных сюрреалистических выпадов в адрес религии и буржуазии. Затем пишущие о фильме, наоборот, сосредоточились на том, что экранизация «испанского Бальзака» при всей своей классичности не лишена штрихов в духе сюрреализма. Например, в начале фильма Тристане снится отрезанная голова дона Лопе в виде языка колокола, что предвещает последующую ампутацию её ноги и убийство супруга. В глубине экрана то и дело мелькают безногие инвалиды, камера не раз останавливается на красивых ножках Тристаны, как бы намекая на дальнейшее развитие событий. Перед тем как отдаться своему опекуну, Тристана распластывается на мраморной гробнице кардинала Таверы, словно намереваясь запечатлеть поцелуй на каменных губах старика; налицо перекличка между её восприятием покойного архиепископа и дона Лопе.
По словам Андрея Плахова, «Тристана» — «история соблазнения и возмездия, которой по жестокости и сарказму нет равных в кино»:

Чем ужаснее в своём физическом и моральном уродстве становится Тристана, тем она кажется прекраснее. Этот парадокс достигает своего пика, когда парализованная героиня, приподнявшись на балконе из инвалидной коляски, обнажает грудь перед мальчишкой-плебеем.